# Mount Stirling (Antarktika)
Mount Stirling ist ein 2260 m hoher Berg in den Bowers Mountains im ostantarktischen Viktorialand. Er ragt etwa 8 km südwestlich des Mount Freed auf und bildet einen Teil der Ostwand des Leap Year Glacier.
Teilnehmer der einer von 1967 bis 1968 durchgeführten Kampagne im Rahmen der New Zealand Geological Survey Antarctic Expedition benannten ihn nach Ian Stirling (* 1941) von der University of Canterbury, der in dieser Zeit als Zoologe auf der Scott Base tätig war.